# John Terry
John George Terry, angleški nogometaš, *  7. december 1980, Barking, London, Anglija, Združeno kraljestvo.

## Kariera
Preden je Terry začel igrati za Chelsea je igral v nedeljski ligi za Senrab FC, skupaj z nekaterimi drugimi znanimi angleškimi nogometaši (Bobby Zamora, Paul Konchesky, Ledley King, ...)

### Chelsea
Pri Chelsea je sprva igral za mladinsko moštvo in v rezervni postavi. V prvi postavi je prvič zaigral pri 18. letih, oktobra 1998. Njegova prva tekma je bila proti West Hamu, kjer je nekaj časa igral kot posojen igralec. Marca 2000 ga je klub za en mesec posodil klubu Nottingham City. Po vrnitvi v Chelsea je dobil dres s številko 26, ki ga nosi še danes.
V sezoni 2003/04 ga je ob odsotnosti Marcela Desailya trener Claudio Ranieri imenoval za kapetana ekipe. Naslednjo sezono, ko je mesto trenerja prevzel Jose Murinho in je Marcel zapustil klub, so ga soigralci izbrali za stalnega kapetana. 

### Reprezentanca
Za angleško reprezentanco je v 30 nastopih dosegel dva gola, po podaji Beckhama s kota proti Madžarski. Za reprezentanco je debitiral Junija 2003 proti Srbiji in Črni gori. Na Evru 2004 je igral v prvi enajsterici in je več kot dostojno zamenjal Ria Ferdinanda. Po SP 2006 mu je novi trener angleške reprezentanca Steve McClaren dodelil kapetanski trak.

## Družinsko življenje
Terry že 7 let živi s svojo zaročenko Toni Poole, s katero je 18. maja 2006 dobil dvojčka Georgi Johna in Summer Rose. Terryev brat Paul je profesionalen nogometaš, igra pa za Yeovil Town. 